# Cooraboorama canberrae
Cooraboorama canberrae är en insektsart som beskrevs av Rentz, D.C.F. 1990. Cooraboorama canberrae ingår i släktet Cooraboorama och familjen Gryllacrididae. Inga underarter finns listade i Catalogue of Life.